# Charnay-lès-Mâcon
Charnay-lès-Mâcon è un comune francese di 7 189 abitanti situato nel dipartimento della Saona e Loira nella regione della Borgogna-Franca Contea.

## Amministrazione

### Gemellaggi
- Castagnole delle Lanze, Italia

## Società

### Evoluzione demografica
Abitanti censiti